# Muca Maca
Muca Maca je literarni lik, ki je poleg mačka Murija najpomembnejši v slikanici Maček Muri; tj. njegova prijateljica Muca Maca. 

## O pravljici Maček Muri
Pravljico je napisal slovenski pesnik in pisatelj Kajetan Kovič, ki slovi po mnogih mladinskih književnih besedilih, kot sta Moj prijatelj Piki Jakob (1972) in Zmaj Direndaj (1981), odmevna pa je tudi njegova pesniška zbirka Pesmi štirih (1953), ki jo je spesnil skupaj s Cirilom Zlobcem, Janezom Menartom in Tonetom Pavčkom. K uspehu Mačka Murija sta pripomogli tudi Jelka Reichman, slovenska ilustratorka mnogih slikanic in mladinskih knjig, ter Neca Falk, ki je pesmi uglasbila in zapela. 
Pravljica se prične s prebujanjem Murija, ki se po prebranem mačjem časopisu odpravi v Mačje mesto. Pred bralcem se odvije vsakdan mačka Murija. Zajtrkuje v krčmi pri Veseli kravi, muco Maco povabi na kosilo, nato gre s prijateljem mucem Mavom na stadion gledat nogometno tekmo. Muca Maca medtem obišče prijateljico Mico. V pravljici se najpogosteje pojavlja pridevnik mačje (mačje morje, Mačji trg, mačja šola, mačja uspavanka ...). Mačje življenje v Mačku Muriju je zelo blizu človeškemu vsakdanu (mački hodijo v šole, pojejo uspavanke in gredo po nogometni tekmi na veliko mleko). Sodobna pravljica se zaključi tam, kjer se prične - v mačji postelji.

## Predstavitev lika
Muca Maca je zdolgočasena lepotica Mačjega mesta, ki ji ne manjka snubcev. Ves dan bi spala, če ji ne bi stalno zvonil telefon. Veliko je mačkov, ki jo vabijo, vendar se odzove le na povabilo Mačka Murija, s katerim gresta na kosilo v gostilno Pri črnem mačku. Z mačkom Murijem se ob dobri hrani zelo zabavata. Kot se spodobi za pravo mačko, pa po kosilu muca Maca obišče prijateljico muco Mico, kjer malo poklepetata o mačjih prijateljicah, mačjih otrocih in mačji modi. Medtem se Micina prikupna otroka Miki in Mika lovita in se Maci ponašata s pesmicami. Ko je čas za spanje Maca in Mica mladima muckoma zapojeta Mačjo uspavanko, s katero se konča Macin dan.

## Interpretacija lika
Muca Maca je lik sodobne, samske lepotice, brez otrok. Je personificiran lik muce. Njena lepota je vzrok številnim oboževalcem (Rigoletu, Marku, Čombeju, Mijalku idr.). Lepoto odraža tudi slika v knjigi maček Muri, ki je delo Jelke Reichman. Na številne klice oboževalcev se oglaša, vendar se jim v pogovoru pravzaprav sploh ne posveča. Dela se nedostopno. Edini, ki ji je pri srcu je maček Muri, zato ne oporeka njegovemu povabilu na kosilo. 
Lik muce Mace daje občutek varnosti in umirjenosti. Je zelo samosvoja in se ne pusti motiti okolici. 

## Primerjava  z drugimi liki
Lik muce Mace je na neki način primerljiv z likom Tacamuce, v isto imenski pravljici Svetlane Makarovič. Obe sta lepi, samski in nedostopni. S tem da je muca Maca zadovoljna s svojim življenjem, Tacamuca pa še išče svojo srečo. 